# Gouverneur général de la Libye italienne
La fonction de gouverneur général de la Libye italienne est une colonie de l'Empire colonial italien. Elle est créée en 1934 lors de l'unification de la Tripolitaine italienne et de la Cyrénaïque italienne jusqu'en 1943 lors de la victoire des Alliés en Afrique du Nord pendant la Seconde Guerre mondiale.

## Liste des gouverneurs
| Numéro | Portraits | Noms                                                              | Prise de fonction | Fin de la fonction | Durée              | Branche de l'armée |
| ------ | --------- | ----------------------------------------------------------------- | ----------------- | ------------------ | ------------------ | ------------------ |
| 1      |           | Maréchal de la Regia Aeronautica Italo Balbo (1896–1940)          | 1er janvier 1934  | 28 juin 1940 †     | 6 ans et 179 jours | Regia Aeronautica  |
| 2      |           | Maréchal de l'Armée royale italienne Rodolfo Graziani (1882–1955) | 1er juillet 1940  | 25 mars 1941       | 267 jours          | Regio Esercito     |
| 3      |           | Général de l'Armée royale italienne Italo Gariboldi (1879–1970)   | 25 mars 1941      | 19 juillet 1941    | 116 jours          | Regio Esercito     |
| 4      |           | Maréchal de l'Armée royale italienne Ettore Bastico (1876–1972)   | 19 juillet 1941   | 2 février 1943     | 1 an et 198 jours  | Regio Esercito     |
| 5      |           | Général de l'Armée royale italienne Giovanni Messe (1883–1968)    | 2 février 1943    | 13 mai 1943        | 100 jours          | Regio Esercito     |

## Annexe